# إدارة مستدامة للغابات

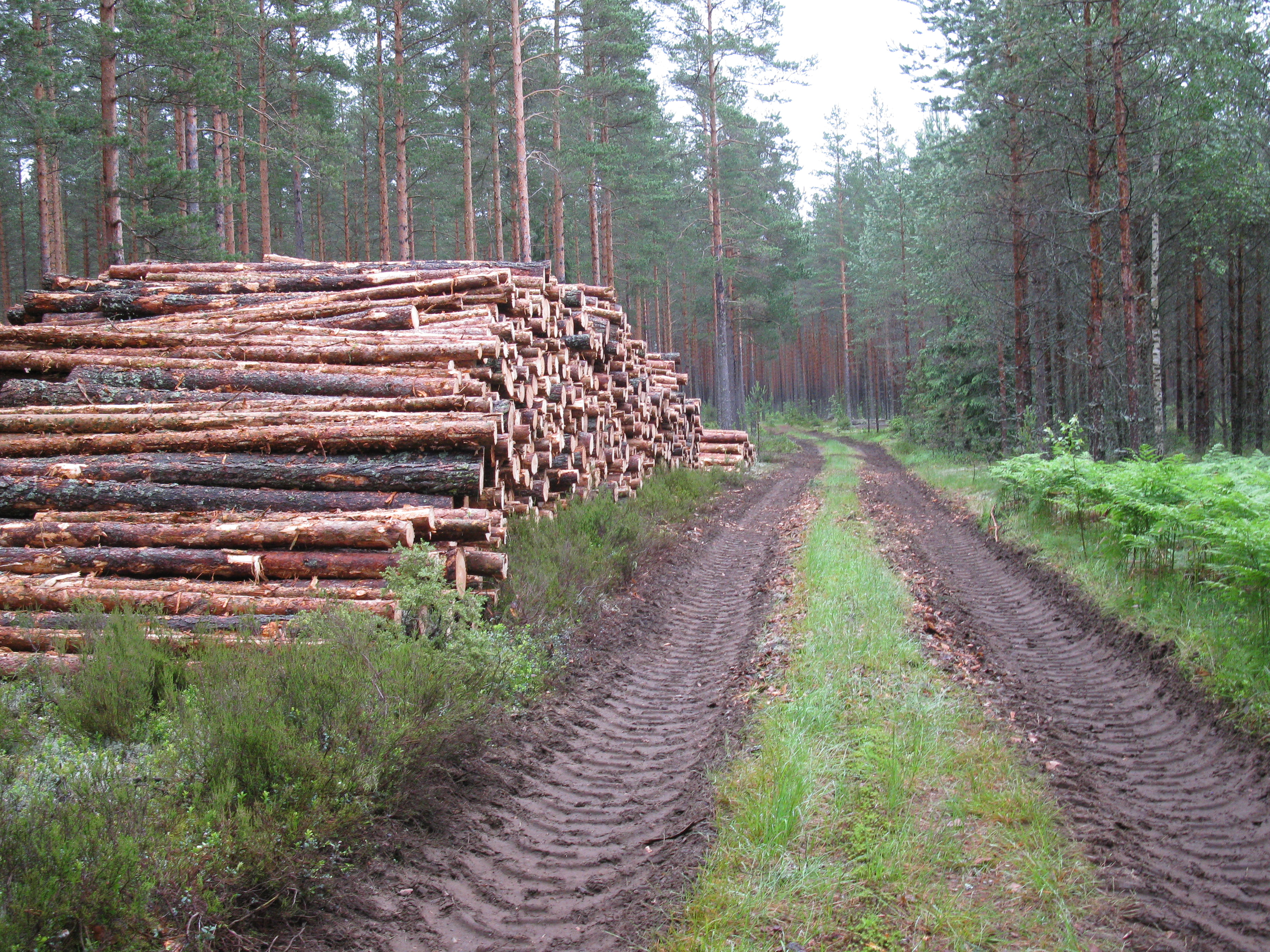

الإدارة المستدامة للغابات (بالإنجليزية: Sustainable forest management)‏، هي إدارة الغابات وفقاً لمبادئ التنمية المستدامة. أو بمعنى آخر الانتفاع بالغابات بطريقة تخضع للإدارة؛ كأن تنمو كميات من الأخشاب تفوق ما تم قطعه على مدار العام. الإدارة المستدامة للغابات تُحقق فوائد متكاملة للجميع تتراوح بين حماية سبل العيش المحلية وحماية التنوع البيولوجي والنظم الإيكولوجية التي توفرها الغابات والحد من الفقر في المناطق الريفية والتخفيف من بعض آثار تغير المناخ.
الإدارة المُستدامة للغابات
عبرت «مبادئ الغابة» التي تبنتها قمة ريو (قمة الأرض) المنعقدة في ريو دي جانيرو عام 1992 عن الفهم العام العالمي حول الإدارة المُستدامة للغابة في ذاك الوقت. طُوِّرت مجموعات من المعايير والمؤشرات منذ ذلك الحين لتقييم مدى تحقيق الإدارة المُستدامة للغابات على مستوى الوحدة العالمية والإقليمية والقطرية ومستوى وحدة الإدارة. كانت كل تلك هي محاولات نظم قوانين توفر تقييمًا مستقلًا لمدى تحقيق الأهداف الشاملة للإدارة المُستدامة للغابات في الممارسة العملية. في عام 2007، تبنت الجمعية العامة للأمم المتحدة صكًا غير ملزمٍ قانونًا المتعلق بجميع أنواع الغابات. كان الصك هو الأول من نوعه، وعبر عن الالتزام الدولي القوي بتعزيز تطبيق الإدارة المُستدامة للغابات من خلال نهج جديد يجمع جميع الأطراف المؤثرة.

## التعريف
طور المؤتمر الوزاري المعني بحماية الغابات في أوروبا (يُعرف بالإنجليزية: FOREST EUROPE) تعريفًا للإدارة المُستدامة للغابات، وتبنّته منذ ذلك الحين منظمة الأغذية والزراعة (الفاو). ويعرّف الإدارة المُستدامة للغابات بأنها: 
«الإشراف على الغابات والأراضي الحراجية واستخدامها بطريقة ومعدل يحافظ على تنوعها الحيوي وإنتاجيتها وقدرتها على التجدد وحيويتها وقدرتها، الآن وفي المستقبل، على تلبية الوظائف البيئية والاقتصادية والاجتماعية ذات الصلة، وبشكل لا يسبب ضررًا للنظم البيئية الأخرى».
يمكن شرح المفهوم بمعنى أبسط بأنه المحافظة على التوازن بين متطلبات المجتمع المتزايدة على منتجات الغابة ومنافعها، وبين الحفاظ على صحة الغابة وتنوعها. هذا التوازن ضروري لبقاء الغابات وازدهار المجتمعات المعتمدة على الغابات.
بالنسبة لمديري الغابات، تعني الإدارة المُستدامة لأرض حراجية معينة تحديد كيفية استخدامها، بصورة مادية، في يومنا هذا لضمان استمرارية منافعها وصحتها وانتاجيتها بشكل مماثل في المستقبل. يتعين على مديري الغابات تقدير ودمج مجموعة واسعة من العوامل المتضاربة أحيانًا -القيمة التجارية وغير التجارية، والاعتبارات البيئية، واحتياجات المجتمع، وحتى الأثر العالمي- لإنتاج خطط حراجية سليمة. في معظم الحالات، يطور مديرو الغابة خططهم الحراجية بالتشاور مع المواطنين والشركات والمنظمات والأطراف المعنية الأخرى، ضمن وفي محيط الأرض الحراجية قيد الإدارة. تطورت الأدوات والتصور مؤخرًا من أجل تحسين ممارسات الإدارة.
قامت منظمة الأغذية والزراعة التابعة للأمم المتحدة، بناءً على طلب الدول الأعضاء، بتطوير وإطلاق صندوق أدوات الإدارة المُستدامة للغابات في عام 2014، وهو مجموعة متاحة عبر الإنترنت تحتوي على الأدوات وأفضل الممارسات وأمثلة عن تطبيقها لدعم البلدان في تحقيق الإدارة المُستدامة للغابات.
نظرًا إلى أن الغابات والمجتمعات في حالة تغير مستمر، فإن النتيجة المرجوة من الإدارة المُستدامة للغابات ليست ثابتة. تتغير مقومات الغابة المُدارة إدارة مستدامة عبر الزمن مع تغير القيم التي يحملها المجتمع.

## المعايير والمؤشرات
المعايير والمؤشرات هي أدوات يمكن استخدامها لفهم وتقييم وتحقيق الإدارة المُستدامة للغابات. تحدد المعايير وتوصّف العناصر الأساسية، إضافة إلى مجموعة من الشروط والعمليات التي يمكن من خلالها تقييم الإدارة المُستدامة للغابات. تكشف المؤشرات التي تؤخذ قراءاتها بشكل دوري اتجاه التغيير بالنسبة لكل معيار.
تُستخدم معايير ومؤشرات الإدارة المُستدامة للغابات بشكل واسع، وتُصدر العديد من البلدان تقارير وطنية تقيّم تقدمها نحو الإدارة المُستدامة للغابات. يوجد تسع مبادرات عالمية وإقليمية حول المعايير والمؤشرات، تضم مجتمعة أكثر من 150 بلدًا. المبادرات الثلاثة الأكثر تقدمًا هي المجموعة العاملة المعنية بمعايير ومؤشرات صيانة والإدارة المُستدامة للغابات المعتدلة والشمالية والتي تعرف أيضًا باسم «عملية مونتريال»، والمؤتمر الوزاري المعني بحماية الغابات في أوروبا، والمنظمة الدولية للأخشاب المدارية. توافق الدول الأعضاء في نفس المبادرة عادةً على إعداد تقارير في الوقت ذاته واستخدام نفس المؤشرات. داخل البلدان، على مستوى وحدة الإدارة، وُجِّهت الجهود أيضًا إلى وضع معايير ومؤشرات على المستوى المحلي للإدارة المُستدامة للغابات. طور المركز الدولي للبحوث الحراجية، والشبكة الدولية للغابات النموذجية، والباحثون في جامعة كولومبيا البريطانية أدوات وتقنيات لمساعدة المجتمعات المعتمدة على الغابات في تطوير المعايير والمؤشرات المحلية الخاصة بهم. تشكل المعايير والمؤشرات أيضًا أساسًا لبرامج إصدار الشهادات الحراجية من قبل طرف ثالث، مثل معايير الإدارة المُستدامة للغابات الصادرة عن الرابطة الكندية للمعايير القياسية، المعايير القياسية لمبادرة الغابات المُستدامة.
يبدو أن هنالك إجماع دولي متزايد حول العناصر الرئيسية للإدارة المُستدامة للغابات. برزت سبع مجالات مواضيعية مشتركة للإدارة المُستدامة للغابات استنادًا معايير المبادرات العالمية والإقليمية الجارية بشأن المعايير والمؤشرات. المجالات المواضيعية هي:
- حجم وموارد الغابات
- التنوع الحيوي
- سلامة الغابات وحيويتها
- الوظائف الإنتاجية وموارد الغابة
- الوظائف الحمائية لموارد الغابة
- الوظائف الاجتماعية والاقتصادية
- الإطار المتعلق بالنواحي القانونية والسياسات والنواحي المؤسسية.

يعطي هذا الإجماع حول المجالات المواضيعية المشتركة (أو المعايير) بشكل فعالٍ تعريفًا مشتركًا وضمنيًا للإدارة المُستدامة للغابات. اعترف المجتمع الدولي للغابات بالمجالات المواضيعية السبعة في الدورة الرابعة لمنتدى الأمم المتحدة المعني بالغابات، والدورة السادسة عشرة للجنة الغابات. منذ ذلك الحين كُرِست هذه المجالات المواضيعية في الصك غير الملزم قانونًا المتعلق بجميع أنواع الغابات كإطار مرجعي للإدارة المُستدامة للغابات للمساعدة في تحقيق الغرض من الصك.
في الخامس من يناير عام 2012، أقر كل من عملية مونتريال، والمؤتمر الوزاري المعني بحماية الغابات في أوروبا، والمنظمة الدولية للأخشاب المدارية، منظمة الأغذية والزراعة التابعة للأمم المتحدة، معترفين بالمجالات المواضيعية السبعة، بيانًا مشتركًا للتعاون من أجل تطوير عمليات جمع البيانات المتعلقة بالغابات وإصدار التقارير وتجنب التزايد في متطلبات المراقبة وأعباء إعداد التقارير المرتبطة بذلك.

## نهج النظام البيئي
يحتل نهج النظام البيئي مكانة بارزة في جدول أعمال اتفاقية التنوع البيولوجي منذ عام 1995. طُوِّر تعريف اتفاقية التنوع البيولوجي لنهج النظام البيئي ومجموعة من المبادئ لتطبيقه في اجتماعٍ للخبراء في مالاوي في عام 1995، ويُطلَق عليها تسمية مبادئ مالاوي. اعتُمِدَ التعريف واثنا عشر مبدأ وخمس توجيهات تنفيذية من قبل مؤتمر الأطراف في دورته الخامسة في عام 2000. تعريف اتفاقية التنوع البيولوجي على النحو التالي:
نهج النظام البيئي هو إستراتيجية للإدارة المتكاملة للموارد الأرضية والمائية والحية التي من شأنها أن تعزز صيانتها واستخدامها المستدام بطريقة منصفة. سيساعد تطبيق نهج النظام البيئي على تحقيق توازن بين الأهداف الثلاثة للاتفاقية. ويقوم هذا النهج على تطبيق منهجيات علمية ملائمة تركز على مستويات التنظيم البيولوجي، وتشمل العمليات والوظائف والتفاعلات الأساسية بين الكائنات الحية والبيئة التي تعيش فيها. ويعترف هذا النهج بأن البشر، بما يتمتعون به من تنوع ثقافي، يشكلون جزءًا لا يتجزأ من النظم البيئية.
اعترفت الأطراف في اتفاقية التنوع البيولوجي في عام 2004 (القرار 7\11 الصادر عن الدورة السابعة من مؤتمر الأطراف) بالإدارة المُستدامة للغابات بكونها وسيلة ملموسة لتطبيق نهج النظام البيئي على النظم البيئية الحراجية. يهدف مفهوما الإدارة المُستدامة للغابات ونهج النظام البيئي إلى تعزيز ممارسات الصيانة والإدارة المُستدامة بيئيًا واجتماعيًا واقتصاديًا، والتي تولد منافع وتحافظ عليها للأجيال الحالية والمستقبلية. في أوروبا، اعترف كل من المؤتمر الوزاري المعني بحماية الغابات في أوروبا ومجلس إستراتيجية التنوع الحيوي وتنوع المناظر الطبيعية لعموم أوروبا بشكل مشترك بأن الإدارة المُستدامة للغابات تتناغم مع نهج النظام البيئي في عام 2006.